# Dialetto panfilio
Il dialetto panfilio è una variante estremamente atipica della lingua greca antica parlata nella regione micro-asiatica della Panfilia.

## Influssi arcaici sul panfilio da parte di altri dialetti
I coloni greci della Panfilia provenivano da regioni diverse della Grecia e dell'Asia Minore greca. Gli abitanti di Aspendo, il centro principale dell'area, erano coloni dorici di origine argiva; i coloni di Side provenivano invece da Cuma Eolica. Ciò determinò la presenza di apporti sia dorici sia eolici nella parlata della regione.

## Caratteristiche grammaticali del panfilio
Il panfilio, nella sua struttura grammaticale, risente a tutti i livelli di due fattori:
- il precoce distacco dei coloni Panfilii rispetto alla madrepatria greca, prima che nel mondo egeo ellenizzato si verificassero fondamentali innovazioni;
- la molteplicità di apporti
  - di stirpi greche che colonizzarono la regione (in particolare Eoli e Dori)
  - l'influsso di adstrato di lingue epicoriche non greche (quest'ultimo fattore determinò il fatto che, all'orecchio degli altri Greci, i Panfilii sembrassero semibarbari).

## Fonetica
Le caratteristiche fonetiche del panfilio si possono così riassumere:

### Vocalismo
- Fenomeni precoci di trasformazioni di η in ι lungo, prima del digamma, che il panfilio non perde (es.  βασιλῖϝος al posto di  βασιλῆος (dialetto ionico) e βασιλέως (attico).
- Evoluzioni dorizzanti per la ο prima del gruppo νσ- (allungamento di compenso in ω). Oscuramento di ε in ι, come in dorico ed eolico; apertura di ε in α prima di ρ come nei dialetti nord-occidentali. Infine, per influsso dell'arcado-cipriota, chiusura in υ della o finale.
- Frequente soppressione delle vocali brevi iniziali (per influsso delle lingue indoeuropee di adstrato: queste non possedevano le vocali prostetiche del greco e inducevano la semplificazione fonetica dei vocaboli che avessero vocali brevi iniziali, fossero o meno dovute a prostesi).

### Consonantismo
- Conservazione del digamma, e trasformazione del digamma iniziale in φ;
- Perdita del ν prima di consonante e in fine di parola (fenomeno che sembra prefigurare l'evoluzione del neogreco);
- Il gruppo ντ si trasforma in δ (altro fenomeno che sembra precorrere certi sviluppi fonetici del greco moderno).

## Morfologia
Caratteristiche morfologiche notevoli del panfilio sono:
- La mancanza dell'articolo, dato che il panfilio si è distaccato dal resto dei dialetti greci prima che il pronome cataforico ὁ ἡ τὸ assumesse la funzione di articolo determinativo (una caratteristica, questa, che si conserva, per convenzione tradizionale e non per meccanica deriva linguistica, solo nell'artificiale e letterario dialetto omerico[senza fonte]);
- nell'ambito della flessione nominale: le desinenze del dativo simili a quelle dell'eolico, -εσσι, -οισι, -αισι;
- nell'ambito della flessione verbale: 
  1. le desinenze del medio alle terze persone -ται -δαι (da -νται), distinte da quelle dell'arcado-cipriota, e caratterizzate dal tipico consonantismo panfilio;
  2. una coniugazione di εἰμί simile a quella dell'attico dal punto di vista del vocalismo, ma con un imperativo di terza persona plurale con la caratteristica desinenza -δυ: ὄδυ, per ὄντων (allo stesso modo, per analogia, l'imperativo medio, nelle terze persone, è caratterizzato da desinenze come -σδυ).

## Glossario
- ἀβελιακόν/abêliakon - solare (attico: ἡλιακόν, heliakon)
- Ἀβώβας/Abôbas - Adone (attico: ὁ Ἄδωνις)
- ἄγεθλα/agethla - vittime sacrificali (attico: "quelli condotti")
- ἀγός/agos - sacerdote (attico: hiereus, cfr. agô comando)
- ἀδρί/adri (attico: ἀνδρί, andri, dativo di aner che significa "a (per) l'uomo")
- Ἀηδών/Aêdôn o Ἀβηδών/Abêdôn - Atena
- αἰβετός/aibetos - aquila (attico: ἀετός, aetos)
- ἀμείνασις/ameinasis - menta (attico: ἡδύοσμον, hêdyosmon)
- Ἀπέλο̄ν/Apelon (attico: Ἀπόλλων)
- ἄρκυμα/arkuma - locusta (attico: ἀκρίς, akris)
- ἀτρώποισι/atrôpoisi o ἀτρο̄́ποισι dativo, plurale (attico:  τοῖς ἀνθρώποις, tois anthropois, "a/per la gente")[1]
- βαβέλιος/babelios - sole (cretese e dorico: ἀβέλιος, abelios; laconico: βέλα, bela; eolico: ἀέλιος, aelios; ionico: ἠέλιος, ēelios; attico: helios)
- βόϝα/bowa[2] - buoi, bestiame? (attico: bota boes)
- βο̄λε̄μενυς/bolemenus - volenteroso (attico: boulomenos) (ἐβο̄λᾱσετυ/ebolasetu - essi avevano bisogno di (attico: eboulêthêsan)[3]
- βουρικυπάρισσος/bourikuparissos - vigna (attico: ampelos)
- Εστϝεδιιυς/Estwediius - Aspendios o di aspendios
- ϝέτιια/wetiia - anni (attico: etê; omerico: etea; locrese, elidico, e arcado-cipriota: Wetos; latino: vetus)
- ϝίλσις/wilsis - angoscia (genitivo di wilsiios).[4]
- ἰκτίς/iktis - donnola, moffetta, gatto o facente parte dei felidi (attico: αἴλουρος, aílouros; attico: iktis)
- ἴοδυ/iodu - imp. essi andrebbero (attico: iontôn)[5]
- κασσύας/kassuas - tonno (attico: ὄρκυνος, orkunos, orcynus)
- κατεϝέρξοδυ/katewerxodu  (katarxontôn?)[6]
- κόρκορας/korkoras - uccello o gallo (greco moderno: kókoras)
- κόρταφος/kortaphos - tempia (attico κρόταφος, krotaphos)
- λάφνη/laphnê - Dafne (attico: δάφνη)
- λάψα/lapsa - rapa (attico: γογγυλίς, gongulis)
- νι/ni - in o uno (attico: en o hen)[7]
- ὀρούβω/oroubô[8] - rush avanti (omerico: orouô, ornumi)
- πέδε/pede - cinque (attico: πέντε, pente; greco moderno: pende, informale pede)[9]
- περτέδο̄κε/pertedoke - egli dà (attico: prosedôke; eolico: pres per attico pros)[10]
- πηρία/pêria - campo o fattoria
- σαράπιοι/sarapiοi - pesciolino, spicara, o maenidae (attico: μαινίδες, mainides)
- σισίλαρος/sisilaros - pernice (attico: πέρδιξ, perdix)
- σκυδρὺ/skudru[11]
- τριμίσκον/trimiskon - vestiario  (attico: himation, tribon; Koinè: trimitos o trimiton che significa "vestiario di cotone o tela")
- ὕλογος/hulogos - esercito (attico: stratos; attico: σύλλογος, syllogos che significa "riunione" o "assembramento")
- Vανάϡα Πρειία/Vanassa Preiia - signora-dea (omerico: ϝάνασσα vedi wanax; ΚλεVύτας ΛϝαραVυ Vασιρϝο̄τας dedicatolo a lei)[12]
- Vοῖκυ/voiku - casa (attico: oikos; cretese e locrese: ϝοικία, Woikia)[13]
- Vρυμάλια/Vrumalia[14]
- φάβος/phabos[8] - luce (omerico: phaos; attico: phôs)
- φεννίον/phennion (attico: μηδικὴ ὁδός, "strada dei medi ")
- φίκατι/phikati[15] - venti (attico: eikosi; laconico: beikati; eolico, dorico: weikati).

### Onomastica
(FR) Source: Brixhe, Dialetto greco della Panfilia
- Ἀθιμῖϝυς Athimiwus e ἈθιμεVς
- ἈπελάVρυVις Apelavruvis
- Ἀρτιμίνα Artimina Ἀρτιμίδωρυς Artimidôrus (attico: Artemidôros)
- Ἁφαστυς Aphastus (attico: Hephaistos)
- Ἀφορδίσιιυς Aphordisiius (attico: Aphrodisios)
- Βαλυς Balus
- Βοβᾶς Bobas, Βοβᾶτυς
- Γουκαλις Goukalis
- Δέξιϝυς Dexiwus (attico: Dexios)
- Διβῶτυς Dibôtus
- Διϝίδωρυς Diwidôrus (attico: Diodôros) Διϝ- anche nei nomi ciprioti
- Διϝονούσιυς Diwonousius (attico: Dionysios)
- Ἑλλόθεμις Ellothemis (Cfr. cipriota: Ἑλλόϝοικος, Ellowoikos dall'omerico esthlos che significa "buono", "prode")
- Εστλεγιιυς Estlegiius
- Εχϝαλια Echwalia
- Ζοϝαμυς Zowamus
- Ζώϝειτους Zôweitous
- Ϝανάξαδρυς Wanaxadrus - wanax + anêr
- Ϝαρνόπα Warnopa Ϝάρνιτους Warnitous
- Ϝεχιδάμυς Wechidamus (attico: Echedamos)
- Ϝέχιτους Wechitous (attico: Echetos)
- Ϝουκω Woukô
- Θανάδωρυς Thanadorus (attico: Athenodôros)
- Κέδαιϝις Kedaiwis
- Κεσκεὺς Keskeus Κεσκῖϝους Keskiwous
- Κοπερίνα Koperina
- Κορϝαλίνα Korwalina - ragazzina (arcado-cipriota: korwa)
- Κόρραγυς Korragus Ἀσπέδιιυς Aspediius di aspendo
- Κουρασιὼ Kourasiô
- Κυδρομολις Kudromolis
- Λαυδίκα Laudika (attico: Laodikê)
- Μιαλίνα Mialina o Meialina (attico: Megalina, Μιακλις Miaklis; attico: Megaklês)
- Μουριξους Mourixous
- Μουρμακω Mourmakô
- Νεϝοχάρις Newocharis (attico: Neocharês e Νεϝόπολις Newopolis)
- Ὀρυμνιϝυς Orumniwus
- Πεδδᾶτος Peddatos
- Πελλαυρύις Pellauruis
- Περίϝεργυς Periwergus (attico: periergos)
- Ποναμελδῶς Ponameldôs
- Πορσόπα Porsopa
- Πρεῖϝυς Preiwus
- Σϝαρδιας Swardias e Ισϝαρδιας
- Vαναξίωνυς Vanaxiônus
- Φορδισία Phordisia (attico: Aphrodisia)
- Χορείνα Choreina